# Rotație Givens
În algebra liniară numerică, o rotație Givens este o rotație în planul generat de două axe de coordonate. Rotațiile Givens au fost denumite după Wallace Givens care le-a prezentat specialiștilor în analiza numerică în anii 1950 în timp ce lucra la Laboratorul Național Argonne.

## Reprezentarea matriceală
O rotație Givens este reprezentată de o matrice de forma
{\displaystyle G(i,k,\theta )={\begin{bmatrix}1&\cdots &0&\cdots &0&\cdots &0\\\vdots &\ddots &\vdots &&\vdots &&\vdots \\0&\cdots &c&\cdots &s&\cdots &0\\\vdots &&\vdots &\ddots &\vdots &&\vdots \\0&\cdots &-s&\cdots &c&\cdots &0\\\vdots &&\vdots &&\vdots &\ddots &\vdots \\0&\cdots &0&\cdots &0&\cdots &1\end{bmatrix}}}
unde c = cos(θ) și s = sin(θ) apar la intersecțiile rândurilor și coloanelor i și k. Adică o matrice de rotație Givens este o matrice identitate cu următoarele substituții:
{\displaystyle {\begin{aligned}g_{i\,i}&{}=c\\g_{k\,k}&{}=c\\g_{i\,k}&{}=s\\g_{k\,i}&{}=-s\end{aligned}}}
Produsul G(i,k,θ)Tx reprezintă o rotație în sens trigonometric a vectorului x din planul (i,k) cu θ radiani. 
Principala utilizare a rotațiilor Givens în algebra liniară numerică este de a introduce zerouri în vectori sau matrici.
Acest efect poate fi, de exemplu, folosit la calcularea descompunerii QR a unei matrice. Un avantaj față de transformările Householder este că pot fi ușor paralelizate, iar altul este că adesea pentru matrice foarte rare implică un număr mai mic de operații.

## Calcul stabil
Când o rotație Givens dată, G(i,k,θ), este înmulțită cu altă matrice, A, la stânga, GA, doar rândurile i și k din A sunt afectate. Astfel, atenția se restrânge asupra următoarei probleme: date fiind a și b, să se găsească c = cos θ și s = sin θ astfel încât
{\displaystyle {\begin{bmatrix}c&s\\-s&c\end{bmatrix}}{\begin{bmatrix}a\\b\end{bmatrix}}={\begin{bmatrix}r\\0\end{bmatrix}}.}
Calculul explicit al lui θ nu este de regulă nici necesar, nici de dorit. În schimb, se caută direct c, s, și r. O soluție simplă ar fi
{\displaystyle {\begin{aligned}r&{}\leftarrow {\sqrt {a^{2}+b^{2}}}\\c&{}\leftarrow a/r\\s&{}\leftarrow b/r\end{aligned}}}